# 小北商場

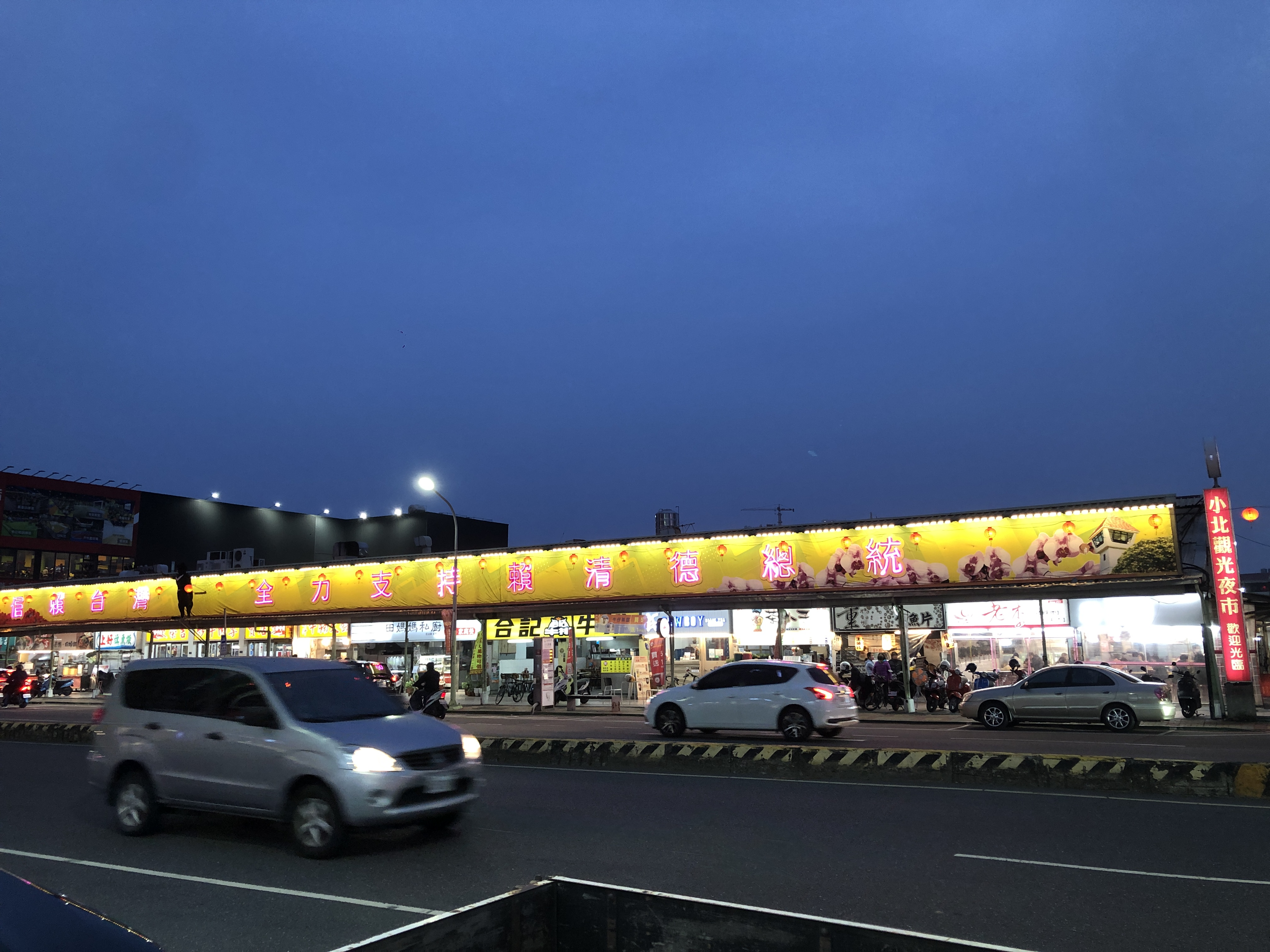
2023年底的小北夜市，當時正值2024年總統選舉。上面表明「信賴台灣 全力支持賴清德總統」，顯示其政治立場。

小北商場，為臺灣臺南市北區的攤販中心，昔日與東帝士百貨形成著名的「小北商圈」。又稱為小北觀光夜市、小北點心城、小北仔夜市。在地人習慣稱小北仔（Sió-pak-á）。

## 簡介
- 小北商場坐落於西門路四段，介於名佳美百貨（今世界健身俱樂部與壽司郎）與東帝士百貨（今南山台南廣場）之間，是一個結合府城知名小吃、四季水果、冷飲冰品、服飾、鞋帽及各式精美百貨之綜合型商場[2]。中央為停車場，內有一間「小北福德正神」的小土地公廟[3]。
- 雖然對外稱做「夜市」，但部分攤商在白天也有營業。全盛期有400家攤商，但受到近年來景氣不振影響，加上東帝士百貨結束營業、各大型夜市的競爭，攤商數量逐年下滑，如今不到200家[4]。

## 歷史
過去曾有很多攤販聚集在臺南的西門圓環（舊稱「小公園」）一帶。1962年，位在賊仔市（今永樂市場）的攤販遷移到赤崁樓邊營業，當時的赤崁樓週邊為防空空地，而攤販就在文昌閣下做生意，景觀雖特殊，但卻很不雅觀，乃與民政局所計劃，將攤販遷移至民族路兩旁營業，即「民族路夜市」。
1967年，西門圓環的攤販集中處遭拆除，有三十餘攤則遷到民族路繼續營業，民族路夜市的規模日益龐大。
1968年，市警二分局著手制訂了「民族路夜市管理計劃」，從此民族路夜市納入管理．而原先只在赤崁樓及石精臼一帶的民族路夜市，也向東延伸到公園路口；後來更由公園路口又延伸至中山路口，民族路夜市之名聲，遠播全台。
1982年，民族路夜市攤販與兩側商家的紛爭漸趨白熱化，除交通問題外，衛生問題更是一再被提出，至1983年7月底，最後蘇南成市府決定，自9月1日起民族路禁止設攤，自此，民族路夜市將成為歷史。當時市府要求攤商前往中國城、國花大樓，或者市府公有市場保安、友愛市場。然而中國城、國花大樓租個六坪攤位就要八十五萬，每個月還要交六千元管理費，並且八年後還要再交租金。市政府稱亦可到位於三、四樓的市府公有市場保安、友愛市場擺攤，也遭攤商質疑攤販設在三、四樓，晚上一、二樓黑漆漆，誰會發神經跑到三、四樓吃消夜，
民族路夜市攤商的不滿引起攤商於8月24日北上臺北中正紀念堂陳情，接到消息後臺南二分局長及副局長立刻北上稱有話回臺南講，絕對會有妥善安排。然而回臺南後，攤商卻遭蘇南成在協調會上教訓攤商北上是鬧事。直到在省議員蔡介雄自歐洲回臺後，趕到中興新村找省主席李登輝，要求延緩兩個月。唯仍遭市府向省府宣稱已經安排妥善，並在9月1日強制執法。1983年8月31日，民族路夜市在最後一天營業後，隔天即恢復一般道路，正式劃下句點。然而攤販問題仍未解決。
9月15日協調會中，蔡介雄提出利用小北路側的學校預定空地，獲得攤商代表及警察局長王琪琨同意，蘇南成看大家都同意也跟著贊成到預定地看看，並同意替大家爭取。唯一度仍發生市府藉故拖延到11月事情仍未進展、引起蔡介雄帶攤商到臺北李登輝住處報告，使李登輝拿起電話打給蘇南成說出「你說要解決到現在還不辦，省主席你來幹好了！以後有什麼事情你不要來找我」。才使小北路攤販中心興建，1984年3月攤商轉往小北夜市。此外在臺南中國城地下街、保安市場、友愛市場等場所亦有繼續營業。
1984年3月，在省議員蔡介雄的奔走下，民族路夜市的攤販在小北路（今西門路四段）的學校用地重新復業，名為「府城攤販臨時集中場」，後為「府城小北路攤販中心」，對外名稱「小北觀光夜市」，1986年東帝士百貨開幕，小北夜市步入黃金全盛期。
2001年，東帝士結束營業，小北觀光夜市的榮景不再。
- 2008年4月，地主要收回土地，故臺南市政府拆除部分市場。

- 2008年6月，新生的攤販集中場誔生，並正式更名為「小北商場」。

## 新聞事件
2010年6月24日小北商場發生火警。上午9時45分許，消防局接獲民眾報指西門路四段小北攤商鐵皮屋有濃煙冒出，消防人車到場研判火勢已在屋內悶燒一段時間，火勢一直燒到下午才撲滅。

## 交通資訊
- 位於西門路四段，麥當勞斜對面。
- 大台南公車 [8]

| 編號 | 路線                                         | 停靠站   |
| ---- | -------------------------------------------- | -------- |
| 0左  | 臺南火車站（北站）－臺南火車站（北站）       | 立德公園 |
| 0右  | 臺南火車站（南站）－臺南火車站（南站）       | 立德公園 |
| 7    | 公園北路－台糖安南學苑                       | 小北商場 |
| 11   | 大成路口－城西里                             | 小北商場 |
| 21   | 台南火車站－永康休閒育樂中心                 | 小北商場 |
| 橘3  | 善化轉運站－安定－和順轉運站／臺南轉運站     | 小北商場 |
| 橘11 | 下營區公所－麻豆轉運站－安南醫院／臺南轉運站 | 小北商場 |

## 外部連結
- （繁體中文）台南市北區區公所-小北觀光夜市介紹

23°00′31″N 120°12′23″E / 23.008589°N 120.206459°E